# Liste der Träger des Order of Ontario
In dieser Liste sind die Träger des Order of Ontario chronologisch aufgeführt.
| Inhaltsverzeichnis: 1987 • 1988 • 1989 • 1990 • 1991 • 1992 • 1993 • 1994 • 1995 • 1996 • 1997 • 1998 • 1999 • 2000 • 2001 • 2002 • 2003 • 2004 • 2005 • 2006 • 2007 • 2008 • 2009 • 2010 • 2011 • 2012 • 2013 • 2014 • 2015 • 2016 • 2017 • 2018 • 2019 • 2020 • 2021 • 2022 • Weblinks |

## 1987
- John Black Aird – 23. Vizegouverneur von Ontario
- Aline Akeson
- J. M. S. Careless – Historiker
- Bill Davis – Premierminister von Ontario (1971–85)
- Celia Franca – Gründerin des National Ballet of Canada
- Harry Gairey
- Duncan Gordon
- Roger Guindon
- Dianne Harkin
- Cleeve Horne – Porträtmaler
- Ben Johnson
- Franc Joubin
- Johnny Lombardi
- Clifford McIntosh
- Oskar Morawetz – Komponist
- John C. Polanyi
- Al Purdy – Poet
- James Swail
- Bessie Touzel
- Whipper Billy Watson

## 1988
- Alex Baumann
- June Callwood
- Floyd Chalmers
- Robertson Davies
- Reva Gerstein – erste Kanzlerin der University of Western Ontario (1992–96)
- Charlotte Lemieux
- Walter Frederick Light
- Gordon Lightfoot – Songschreiber
- Dennis McDermott – Direktor der United Auto Workers (1968–78), und Präsident des Canadian Labour Congress (1978–86)
- Pauline Mills McGibbon – 22. Vizegouverneurin von Ontario
- Don Moore
- Bernice Noblitt
- John C. Parkin – Architekt
- Beryl Potter
- John Josiah Robinette – Anwalt
- Murray G. Ross – Gründungspräsident der York University
- Robert B. Salter
- John Weinzweig – Komponist

## 1989
- Louis Applebaum – Komponist
- John Bassett
- Dorothy Beam
- Leonard Birchall
- Violet Blackman
- Morley Callaghan – Autor
- Paul Charbonneau
- Charles George Drake – Neurochirurg
- Anne Gribben
- James Ham
- Kenneth Hare
- Daniel Iannuzzi
- Norman Jewison
- Basil Johnston
- Cliff Lumsdon
- Janet Murray
- Laure Rièse
- Harry Thode
- Eberhard Zeidler – Architekt

## 1990
- James Archibald
- Margaret Atwood – Schriftstellerin
- John Bailey
- Maxwell Enkin
- Maureen Forrester
- Ursula Franklin
- George R. Gardiner
- Stanley Grizzle
- Karen Kain – Tänzer
- Vicki Keith – Marathonschwimmer
- Wilbert Keon – Herzchirurg
- Robert Baird McClure
- Roland Michener – 20. Generalgouverneur von Kanada
- Roderick Moran
- Brian Orser
- Clifford Pilkey
- Wilfrid Sarazin
- Herbert Smith
- Kathleen Taylor
- Jean Woodsworth

## 1991
- Gerald Barbeau
- John Basmajian
- Elisabeth Bednar
- Agnes Benidickson – erste Kanzlerin der Queen’s University
- Liona Boyd
- Clara Bernhardt
- A. J. Casson – Schauspieler
- Clifford Chadderton – Veteran
- Frances Dafoe
- Dora de Pedery-Hunt
- John Craig Eaton
- John Robert Evans
- Timothy Findley – Autor
- Mary Lou Fox
- Wilbur Howard
- William Goldwin Carrington Howland – Richter
- Greta Kraus
- Sim Fai Liu
- Veronica O’Reilly
- Tom Patterson – Gründer des Stratford Festival of Canada
- Walter Pitman – Präsident der Ryerson University (1975–80)
- Annabel Slaight
- Arthur Solomon
- Louis Temporale
- George Rutherford Walker
- Lois Miriam Wilson – erste Moderatorin der United Church of Canada (1980–82)

## 1992
- Lincoln Alexander – 24. Vizegouverneur von Ontario
- Bromley Armstrong
- Boris Berlin – Pianist
- Pierre Berton – Autor, Journalist
- Suzanne Rochon-Burnett
- Linda Crabtree
- Stefan Dupré
- William Hutt – Schauspieler
- Germain Lemieux
- Arthur Martin
- Doris McCarthy
- Terry Meagher
- Raymond Moriyama – Architekt
- Fraser Mustard
- Oscar Peterson – Jazzpianist
- Serafina Petrone
- Nancy Pocock
- Harry Rasky
- Judith Simser
- Rose Wolfe – Kanzler der University of Toronto (1991–1997)

## 1993
- Roberta Bondar – Astronautin
- Pat Capponi – Autor
- Jean-Gabriel Castel – Rechtsprofessor
- Tirone David – Chirurg
- Colin diCenzo
- Budhendra Doobay
- Grace Hartman – erste Bürgermeisterin von Sudbury
- Daniel G. Hill
- Thomas Hill
- Karl Kaiser
- Murray Koffler
- Benjamin Lu
- Abbyann Lynch
- Lois Marshall
- Isabel McLaughlin
- Gunther Plaut – Autor
- Paul Rekai
- Mary Stuart
- William Tamblyn
- Shirley Van Hoof
- Donald J.P. Ziraldo

## 1994
- Prasanta Basu
- Joan Chalmers – Philanthrop
- Martin Connell – Philanthrop
- Elsie Cressman
- Lorna deBlicquy
- Selma Edelstone
- Nicholas Goldschmidt
- Martha Henry – Schauspielerin
- Conrad Lavigne
- Donald C. MacDonald
- Flora MacDonald
- Edwin Mirvish – Philanthrop
- Alice Munro – Schriftstellerin
- Phil Nimmons – Jazzklarinettist
- Ted Nolan – Hockeyspieler und -trainer
- George Pedersen – Präsident der University of Western Ontario (1985–1994)
- Ronald Satok
- Nelles Silverthorne
- Elizabeth Thorn
- Bryan  Walls

## 1995
- Doris Anderson – Autor, Journalist
- Tim Armstrong
- Harry Arthurs – Anwalt
- Douglas Bassett
- Thomas Beck
- Laurent Belanger
- Marlene Castellano
- Shirley Carr – erste Präsidentin des Canadian Labour Congress
- Angela Coughlan
- Corinne Devlin
- Robert Filler
- Ted Hargreaves
- Elmer Iseler
- Heather Johnston
- Vim Kochhar
- Linda Lundström
- Lloyd Perry
- Natavarlal Shah
- William Somerville

## 1996
- Avie Bennett
- Huguette Burroughs
- Herbert Carnegie – Hockeyspieler
- Jesse Davidson & John Davidson
- Clifford Evans
- Gregory Evans – Richter
- Ellen Louks Fairclough
- Amber Foulkes
- Charles Godfrey
- Kamala-Jean Gopie
- Chris Hadfield – Astronaut
- Tommy Hunter – Countrysänger
- Arlette Lefebvre
- Jeffrey Wan-shu Lo
- Janet Lunn
- Trisha Romance
- Etienne Saint-Aubin
- Ezra Schabas
- Al Waxman – Schauspieler
- William Wilkinson
- Doreen Wicks

## 1997
- John Brooks
- François Chamberland
- Audrey Cole
- John Colicos – Schauspieler
- William Coyle
- Leslie Dan
- Michael de Pencier
- Jack Diamond – Architekt
- Charles Dubin – Richter
- Ralph Ellis
- Larry Grossman – Politiker
- Elizabeth Bradford Holbrook
- Ron Ianni
- Roy Laine
- Moon Lum
- Kathleen Mann
- Judith Meeks
- Nancy Raeburn
- Jack Rabinovitch – Gründer des Giller-Preises
- Richard Rohmer – Schriftsteller
- Bob Rumball
- Nalini Stewart
- Paul Tsai

## 1998
- Marion Anderson
- Bluma Appel
- Jean Ashworth Bartle
- Allan Leslie Beattie – Anwalt
- Irene Broadfoot
- Norman Campbell
- Armando Felice DeLuca
- Claire O. Dimock
- Ydessa Hendeles
- Kenneth C. Hobbs
- Hal Jackman – 25. Vizegouverneur von Ontario
- Maureen Kempston Darkes – Präsidentin von General Motors Canada Ltd.
- Marvelle Koffler
- Lap Cheung Lee
- Andrée Lortie
- Knowlton Nash – Journalist
- Alfred U. Oakie
- Lloyd Seivright – Aktivist
- Masami Tsuruoka
- Thomas Leonard Wells – Politiker

## 1999
- William Blake
- Doris Boissoneau
- Paul Michel Bosc
- Mavis Elaine Burke
- Clarice Chalmers – Philanthrop
- Keshav Chandaria – Philanthrop
- Susan Charness
- Sam John Ciccolini
- Esther Farlinger
- Victor Feldbrill
- James Ferguson
- Maxwell Goldhar
- Doris Lau
- Eileen McGregor
- Winnie „Roach“ Leuszler
- Alice King Sculthorpe
- Bette Stephenson
- Hin Cheung Tam
- Gordie Tapp
- Anthony Toldo
- Lisette Véron-Rainu
- Ken Watts – Gründer des Ontario Collegiate Drama Festival

## 2000
- Danielle Allen und Normand Pellerin
- Maggie Atkinson – Anwältin
- Marilyn Brooks
- Nickie Cassidy
- Ernie Checkeris – Kanzler der Thorneloe University, Sudbury
- George A. Cohon
- Lloyd Dennis
- William Andrew Dimma
- Kildare Dobbs – Journalist
- Joyce Fee
- Robert Freedom
- Donald H. Harron – Journalist
- Jane Jacobs
- Stephan Lewar
- Janet MacInnis
- Frank Miller
- Betty Oliphant
- J. Robert S. Prichard – Präsident der University of Toronto
- Joseph Radmore
- Margaret M. Risk
- Haroon Siddiqui – Journalist
- Calvin Stiller
- Donald A. Stuart
- Tsui Lap Chee – Vizekanzler der Universität Hongkong
- Irving Ungerman

## 2001
- Richard Alway – Präsident des St. Michael’s College
- Gwen Boniface
- Rita Burak
- Danielle Campo
- Michael „Pinball“ Clemons
- Ken Danby
- Terry Daynard
- Terrence J. Donnelly
- Gail J. Donner
- Fredrik Stefan Eaton
- C. Dennis Flynn
- Nicolas D. Georganas
- Helen Haddow
- Paul Kells
- Jake Lamoureux
- Alexina Louie – Komponistin
- Lewis W. MacKenzie
- Signe und Robert McMichael
- Dusty Miller
- David Mirvish
- Peter Nesbitt Oliver – Historiker
- James S. Redpath – Kanzler der Nipissing University
- Donald T. Stuss
- Bhausaheb Ubale
- Hilary Weston – 26. Vizegouverneurin von Ontario
- Carin Wittnich
- Madeline Ziniak

## 2002
- Peggy Baker – Tänzer
- James Bartleman (als 27. Vizegouverneur von Ontario)
- Marilyn Bell DiLascio
- David Blackwood
- Frederick M. Catzman – Anwalt
- Austin Clarke – Autor
- Barbara Chilcott – Schauspielerin
- Mario Cortellucci
- Patricia Freeman Marshall
- Irving Gerstein
- Joan Goldfarb
- Walter Gretzky
- Phyllis Grosskurth
- Raymond Heimbecker
- Patrick John Keenan
- Tom Kneebone – Schauspieler
- Burton Kramer
- Benson Lau
- J. Douglas Lawson
- Rhéal Leroux
- William K. Lindsay – Chirurg
- Joan Murray
- Mark J. Poznansky
- Joanna Santa Barbara
- Thomas Symons – Gründer der Trent University
- Lela Wilson

## 2003
- Joseph J. Barnicke
- John Kim Bell
- Col. Archibald J. D. Brown
- Dorothy Ellen Duncan
- Julian Fantino
- Mary Germain
- Avis E. Glaze
- Benjamin Goldberg
- Doris Grinspun
- George Gross
- Macklin Hancock
- Ryan Hreljac
- Frederic Jackman
- Laura Louise Legge
- Helen Lu
- Donald Mackay
- Jack Marshall
- Anna Porter
- Hon. Robert Keith Rae
- Eric Wilfrid Robinson
- Diane Simard Broadfoot
- Joan Thompson
- Rita Tsang
- Mabel Van Camp
- Mike Weir – Golfer
- Kirk Albert Walter Wipper
- William John Withrow

## 2004
- Tyseer Aboulnasr
- Jeff Adams
- Mohammad Azhar Ali Khan – Journalist
- Diana Alli
- Patricia Ann Arato
- Robin F. Badgley
- Iain Baxter&
- Louise Binder
- Richard Bradshaw
- Leonard A. Braithwaite
- Inez Elliston
- Adele Fifield
- Joan Francolini
- Sheldon Galbraith
- Allan Gross
- Andrea Hansen
- Joyce Ann Lange
- Delores Lawrence
- René J. Marin
- David McGirr
- Anthony Pawson
- Phan Thị Kim Phúc
- John Rochon
- Chandrakant Shah
- Gordon Surgeoner
- Galen Weston
- Lawrence Anthony Wnuk
- James Young
- Margaret Zeidler – Architekt

## 2006
- Naomi Alboim
- Ron Barbaro
- Harold Brathwaite
- Boris Brott
- Donald Carr
- Brian Desbiens
- Thomas Dignan
- Deborah Ellis
- Hughes Eng
- Brenda L. Gallie
- Dorothy Griffiths
- William A. Harshaw
- John Honderich
- Leon Katz
- Gisèle Lalonde
- Mike Lazaridis
- Beatrice Levis
- Nancy Lockhart
- Ernest McCulloch
- Lillian McGregor
- Sher Ali Mirza
- Ratna Omidvar
- Sandra Rotman
- Mark Starowicz – Journalist
- Marlene Streit – Golfer
- Ronald W. Taylor
- James Till
- John Walker Whiteside
- Moses Znaimer

## 2007
- Thomas J. Bitove
- John Richard Bond
- Bernice und Rolland Desnoyers
- Peter J. George – Präsident der McMaster University in Hamilton
- Christopher A. Harris
- Peter Herrndorf
- Rebecca F. Jamieson
- Max Keeping
- M. David Lepofsky
- Tak Wah Mak
- J. William McConkey
- Roderick R. McInnes
- R. Roy McMurtry
- Lorraine Monk
- Albert Kai-Wing Ng
- Adeena Niazi
- Gordon M. Nixon – Präsident der Royal Bank of Canada
- Margaret Helen Ogilvie
- Eva Olsson – Holocaustüberlebende und Zeitzeugin
- David Onley (als 27. Vizegouverneur von Ontario)
- Marlene Ann Pierre
- Frances A. Shepherd
- Janice Gross Stein
- Paul-François Sylvestre
- William Thorsell – Direktor des Royal Ontario Museum
- David Walde
- Paul Walfish

## 2008
- Michael Baker
- Sheela Basrur
- George Brady – Holocaustüberlebender
- Jack Chiang – Journalist
- Tony Dean
- Mary Dickson
- Noel Edison
- Frank Fernandes
- Jean-Robert Gauthier
- Sam George
- Heather Gibson
- Robert A. Gordon
- Gordon Gray
- Susan Hoeg
- Claude Lamoureux – erster CEO des Ontario Teachers' Pension Plan Board
- Patrick Le Sage
- Joe MacInnis
- David MacLennan
- Lorna Marsden – Präsidentin der York University und der Wilfrid Laurier University
- David Peterson – Premierminister von Ontario
- Ed Ratushny
- Rosemary Sadlier – Autorin
- Fuad Sahin
- Barbara Ann Scott-King
- Ellen Seligman
- Peter Silverman
- David Smith
- Ted Szilva
- Mary Welsh

## 2009
- Constance Backhouse
- Philip Berger
- Lawrence Bloomberg
- Lesley Jane Boake
- Helen Chan
- Peter Crossgrove
- Mike DeGagné
- Levente Diosady
- Fraser Dougall
- Jacques Flamand
- Jean Gagnon
- Paul Godfrey
- Peter Godsoe
- Ovid Jackson
- Kellie Leitch
- Gerry Lougheed, Jr.
- Diana Mady Kelly
- Naseem Mahdi
- Samantha Nutt
- James Orbinski
- Bonnie Patterson
- Shirley Peruniak
- Alice Porter
- Ken Shaw
- Janet Stewart
- Shirley Thomson
- George Turnbull
- Mladen Vranic
- Anne-Marie Zajdlik

## 2010
- Suhayya Abu-Hakima
- Russell Bannock
- Gail Beck
- Joseph Chin
- Lynn Factor
- Gerald Fagan
- Nigel Fisher
- Jacques Flamand
- Lillie Johnson
- Ignat Kaneff
- Mobeenuddin Hassan Khaja
- Elizabeth Ann Kinsella
- Huguette Labelle
- Elizabeth Le Geyt
- Clare Lewis
- Louise Logue
- Gordon McBean
- Wilma Morrison
- James Orbinski
- Coulter Osborne
- Chris Paliare
- Gilles Patry
- Dave Shannon
- Molly Shoichet
- Howard Sokolowski
- Edward Sonshine
- Reginald Stackhouse
- David Staines
- Martin Teplitsky
- Dave Toycen
- John Ronald Wakegijig
- Elizabeth Hillman Waterston

## 2011
- Peter Adams
- Anna Banerji
- Sandra Elizabeth Black
- Paul Cavalluzzo
- Catherine Colquhoun
- David Crombie
- Nathalie Des Rosiers
- Marcel Desautels
- Sara Diamond
- Charles Garrad
- Peter Gilgan
- Frank Hayden
- Donald Jackson
- Zeib Jeeva
- Howard McCurdy
- Noella Milne
- Suzanne Pinel
- Ucal Powell
- Barbara Reid
- Alison Rose
- Linda Schuyler
- Louis Siminovitch
- Rahul Singh
- Connie Smith
- Ray Stortini
- John Tory
- Claude Lamoureux

## 2012
- Izzeldin Abuelaish
- Michael Burgess
- Mark Cohon
- Glen Cook
- Stephen Cook
- Phyllis Creighton
- Michael Davis
- Ronald Deibert
- Rory Fisher
- Anne Golden
- Joan Green
- Vladimir Hachinski
- John D. Honsberger
- Shafique Keshavjee
- Fr. Joseph MacDonald
- Don MacKinnon
- Deepa Mehta
- Vincent Pawis
- Sr. Helen Petrimoulx
- Sydney Robins
- Gail Robinson
- Mamdouh Shoukri
- Barry Smit
- Brian Stewart
- Frank Tierney

## 2013
- Irving Abella
- Mohit Bhandari
- Paul Burston
- Hon. George E. Carter
- Ellen Campbell
- Penny Collenette
- Ronald Common
- Paul Corkum
- David Cronenberg
- Alvin Curling
- Allison Fisher
- Claude Gingras
- Avvy Yao Yao Go
- Piers Handling
- Paul Henderson
- Justin Hines
- Ronald Jamieson
- Jeanne Lamon
- Frances Noronha
- Lyn McLeod
- Diane Morrison
- Steve Paikin
- James Rutka
- Adel Sedra
- Toby Tanenbaum

## 2014
- Mary Anne Chambers
- Ming-Tat Cheung
- Michael Dan
- Don Drummond
- Rick Green
- Patrick Gullane
- Joseph Halstead
- Alis Kennedy
- Sylvie Lamoureux
- Gilles LeVasseur
- Gary Levy
- Hon. Sidney B. Linden
- Barbara MacQuarrie
- Eva Marszewski
- Marilyn McHarg
- Hans Messner
- James Murray
- Robert Nixon
- Dhun Noria
- Hon. Maryka Omatsu
- Charles Pachter
- John Ralston Saul
- Najmul Siddiqui
- Jeffrey Turnbull
- Dolores Wawia
- David Williams
- Hon. Warren Winkler

## 2015
- Hugh Allen, London
- Susan Bailey, Thunder Bay
- Isabel Bassett, East York
- Monica Elaine Campbell, Ottawa
- Dennis Chippa, North Bay
- Wendy Craig, Kingston
- Gordon Cressy, Toronto
- Madeline Edwards, Mississauga
- Hoda ElMaraghy, Windsor
- Robert Fowler, Toronto
- Herbert Gaisano, Toronto
- John Gignac, Brantford
- June Girvan, Ottawa
- Beverley Gordon, Toronto
- Richard Gosling, North York
- Hon. Stephen Goudge, Toronto
- Anton Kuerti, Toronto
- Rita Letendre, Toronto
- Jackie Maxwell, Niagara-on-the-Lake
- Errol Mendes, Ottawa
- Julian Nedzelski, Toronto
- Mike Parkhill, Georgetown
- René Pitre, Ottawa
- Donna Trella, Mississauga
- Stanley Zlotkin, Toronto

## 2016
- Margo Timmins, Heathcote
- Dennis O’Connor, Toronto
- Jennifer Bond, Ottawa
- Robert Pio Hajjar, London
- Hugh Segal, Toronto
- Mehran Anvari, Hamilton
- Peter A. Adamson, Toronto
- Donovan Bailey, Toronto
- Jim Estill, Guelph
- Ethel Côté, Orléans
- Angèle Brunelle, Thunder Bay
- Ronald Caza, Ottawa
- David Pearson, Sudbury
- Beverley Salmon, Toronto
- Dorothy Anna Jarvis, Toronto
- Fran Rider, Mississauga
- Venkatesh Mannar, Gloucester
- Carol Finlay, Cobourg
- Greta Hodgkinson, Toronto
- Shirley Greenberg, Ottawa
- Dorothée Gizenga, Orleans
- Lisa LaFlamme, Toronto
- Anthony Kam Chuen Chan, Hamilton
- Cheryl Forchuk, Brantford
- Ernest Matton, Minesing
- Helga Stephenson, Toronto

## 2017
- Alan Bernstein, Toronto
- David Cechetto, London
- Tom Chau, Toronto
- Shashi Kant, Toronto
- Myrtha Lapierre, Ottawa
- Dilkhush Panjwani, Toronto
- Geraldine Robertson, Sarnia
- Allan Rock, Ottawa
- Sandra Shamas, Georgetown
- Upton Allen, Toronto
- Peter Chang, Thornhill
- Sandra Chapnik, Toronto
- Peter Dinsdale, Ottawa
- Leslie Fagan, Peterborough
- Floyd Laughren, Sudbury
- Michael Lee-Chin, Burlington
- Gail Nyberg, Bowmanville
- Ilse Treurnicht, Toronto
- Daniel Aykroyd, Sydenham
- Dorothy Cotton, Kingston
- Michael Geist, Ottawa
- Robert J. Sawyer, Mississauga
- Elizabeth Sheehy, Ottawa

## 2018
- Jean Augustine, Toronto
- Salah Bachir, Toronto
- Sue Carstairs, Selwyn
- Ralph Chiodo, Toronto
- Zane Cohen, Toronto
- Dwayne De Rosario, King City
- Michele DiEmanuele, Mississauga
- Philip Epstein, Toronto
- Aaron Fenster, London
- Mark Freiman, Toronto
- Emmanuelle Gattuso, Toronto
- Mary Gordon, Toronto
- Edward Greenspon, Ottawa
- Charles “Spider” Jones, Pickering
- Neal Jotham, Ottawa
- Dalton McGuinty, Ottawa
- Peter Menkes, Toronto
- Janice O’Born, Toronto
- Cheryl Perera, Richmond Hill
- Lyne Pitre, Ottawa
- Britton Smith, Kingston

## 2019
- Melanie Adrian, Ottawa
- Roly Armitage, Dunrobin
- Allan Carswell, Thornhill
- Helen Ching-Kircher, Toronto
- John A. Colangeli, Waterloo
- Nancy Coldham, Thornhill
- Sean Conway, Barry's Bay
- Clare Copeland, Toronto
- Barbara Croall, Halton
- Lisa Farano, Collingwood
- Geoff Fernie, Toronto
- Allan Fox, Toronto
- John Freund, Toronto
- Susan Hay, Toronto
- John Jennings, Keene
- Marlys Koschinsky, London
- James Leech, Toronto
- Audrey Loeb, Toronto
- Dani Reiss, Toronto
- Janis Rotman, Toronto
- Linda Silver Dranoff, Toronto
- Joan Sutton Straus, Toronto

## 2020
- Daniel Allen
- Joseph Raymond Buncic, C.M.
- Michael DeGasperis
- Raymond Desjardins
- Ernest Eves, Q.C.
- Hershell Ezrin
- Carlo Fidani
- Karen Goldenberg
- Michael Deane Harris
- Ellis Jacob, C.M.
- Jing Jiang
- Shana O. Kelley
- André Lapierre
- Dale Lastman, C.M.
- André M. Levesque
- Peter Liu
- Hazel McCallion, C.M.
- Arden McGregor
- Janet McKelvy
- George McLean
- Rosemary Moodie
- Bob Runciman
- Marilyn Sonley
- Ahmad Reza Tabrizi
- Karen M. Weiler, C.M.